# Dicranomyia (Dicranomyia) kalki
Dicranomyia (Dicranomyia) kalki is een tweevleugelige uit de familie steltmuggen (Limoniidae). De soort komt voor in het Oriëntaals gebied.